# Godogani (Megrelia-Górna Swanetia)
Godogani (gruz. გოდოგანი) – wieś w Gruzji, w regionie Megrelia-Górna Swanetia, w gminie Martwili. W 2014 roku liczyła 40 mieszkańców.